# Hitzendorf (Steiermark)
Hitzendorf ist eine Marktgemeinde im Bezirk Graz-Umgebung in der Weststeiermark (Österreich) mit 7398 Einwohnern (Stand 1. Jänner 2025). Mit 1. Jänner 2015 wurden im Rahmen der steiermärkischen Gemeindestrukturreform die vormals eigenständigen Gemeinden Attendorf und Rohrbach-Steinberg eingemeindet.

## Geografie

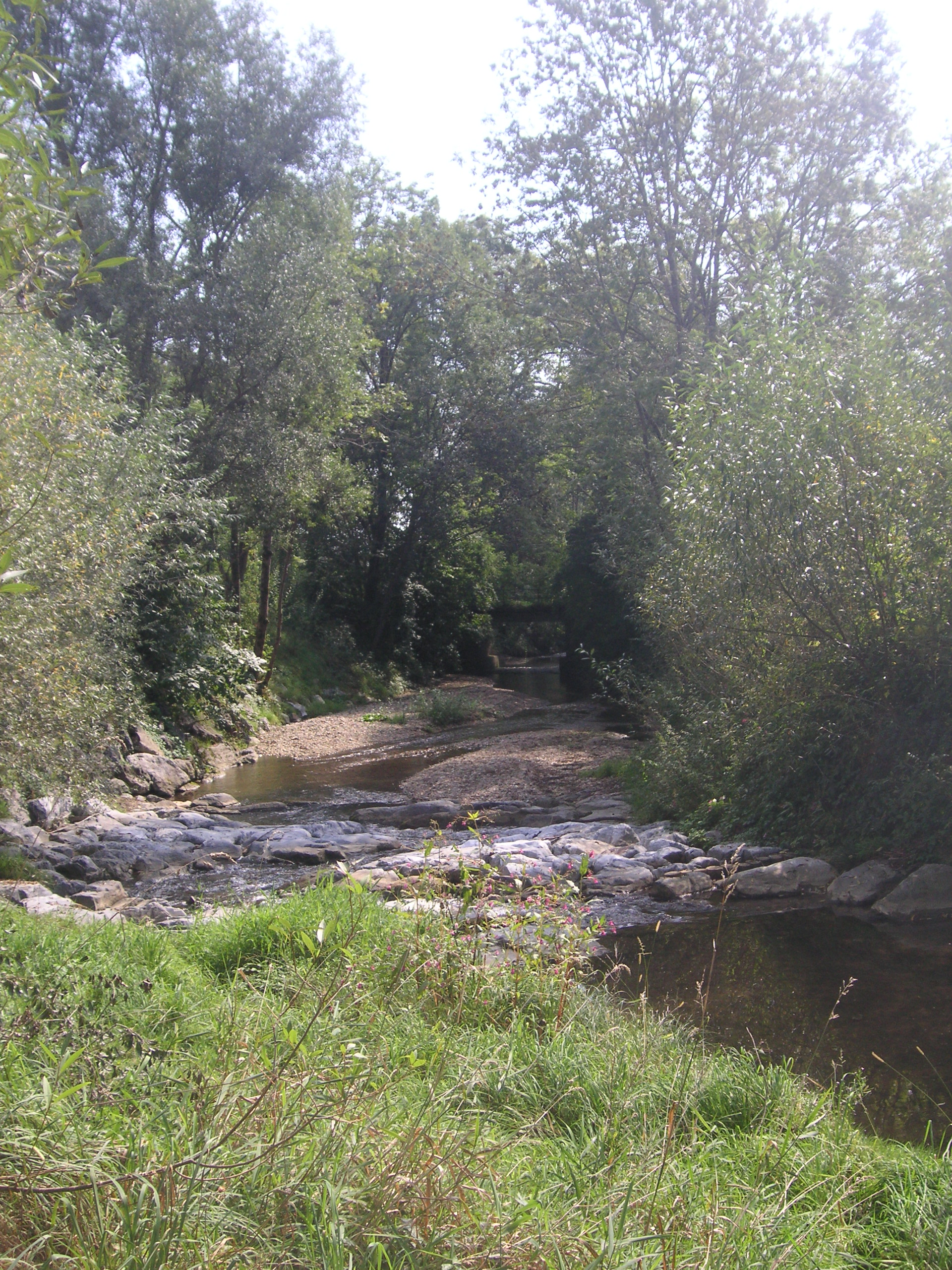
Die Lieboch bei Hitzendorf

### Lage
Der Ort Hitzendorf liegt im mittleren Liebochtal und dem östlichen Södingtal, etwa zehn Kilometer westlich von Graz. Im Westen wird das Gemeindegebiet von einem Hügelrücken durchzogen der das Liebochtal vom Södingtal trennt während im Osten eine weitere Hügelkette den Übergang zum Grazer Becken markiert. Die Lieboch durchfließt westlich des Hauptortes das Ortsgebiet von Hitzendorf. Einige kleinere Bäche münden innerhalb der Gemeindegrenzen in die Lieboch. Höchster Punkt des Gemeindegebietes ist der zwischen Liebochtal und Thaler Becken liegende Forstkogel mit einer Höhe von 621 m ü. A.

### Geologie
Der Ort wurde auf einer Terrasse aus im Quartär abgelagerten Talschuttmassen erbaut. Diese Terrasse steigt zu den im Jungtertiär entstandenen Hügeln hin an.

### Gemeindegliederung
Die Marktgemeinde Hitzendorf besteht seit 2015 aus zehn Katastralgemeinden mit insgesamt 23 Ortschaften (Fläche Stand 31. Dezember 2023; Bevölkerung Stand 1. Jänner 2025):
- Die Katastralgemeinde Hitzendorf mit einer Fläche von 1.374,7 ha umfasst sechs Ortschaften:
  - Hitzendorf (1076)
  - Höllberg (247)
  - Holzberg (178) samt Höllgraben und Kürbisberg
  - Oberberg (298)
  - Neureiteregg (216)
  - Niederberg (332)
- Die Katastralgemeinde Berndorf mit einer Fläche von 469,33 ha umfasst drei Ortschaften:
  - Altenberg (124)
  - Altreiteregg (230)
  - Berndorf (482) (mit Ortsteil Österreich)
- Die Katastralgemeinde Mayersdorf mit einer Fläche von 498,23 ha umfasst zwei Ortschaften:
  - Doblegg (189)
  - Mayersdorf (194)
- Die Katastralgemeinde Michlbach mit 57,34 ha hat keine weiteren Ortschaften außer Michlbach (43)

Michlbach ist eine Exklave, da es von den Gemeinden Sankt Bartholomä und Stallhofen umschlossen ist.
- Die Katastralgemeinde Pirka-Söding mit 77,23 ha hat keine weiteren Ortschaften außer Pirka (78)

Die ehemalige Gemeinde Attendorf bestand aus den Katastralgemeinden Attendorf (855,31 ha), Mantscha (466,88 ha) und Schadendorfberg (242,4 ha) und umfasste folgende acht Ortschaften:
- Attendorf (437)
- Attendorfberg (309)
- Mantscha (595) samt Wolfgang
- Mühlriegl (144)
- Riederhof (260)
- Schadendorfberg (79)
- Södingberg (62)
- Stein (317)

Die ehemalige Gemeinde Rohrbach-Steinberg umfasste zwei Katastralgemeinden bzw. gleichnamigen Ortschaften:
- Rohrbach (491,14 ha, 822) samt Aich, Neudorf, Neudorfberg, Prankelsiedlung und Rochberg
- Steinberg (350,07 ha, 686) samt Bürgermeister-Kortschak-Siedlung, Neusteinberg-Premesberg, Peter-Rosegger-Siedlung

### Nachbargemeinden
Die Gemeinde Hitzendorf ist von neun Nachbargemeinden umgeben, die Lage ohne Berücksichtigung der Exklave Michlbach ist:
| Sankt Oswald bei Plankenwarth      | Sankt Bartholomä                            | Thal                                |
| Stallhofen Bez. Voitsberg          | Kompassrose, die auf Nachbargemeinden zeigt | Graz                                |
| Söding-Sankt Johann Bez. Voitsberg | Lieboch                                     | Seiersberg-PirkaHaselsdorf-Tobelbad |

## Geschichte

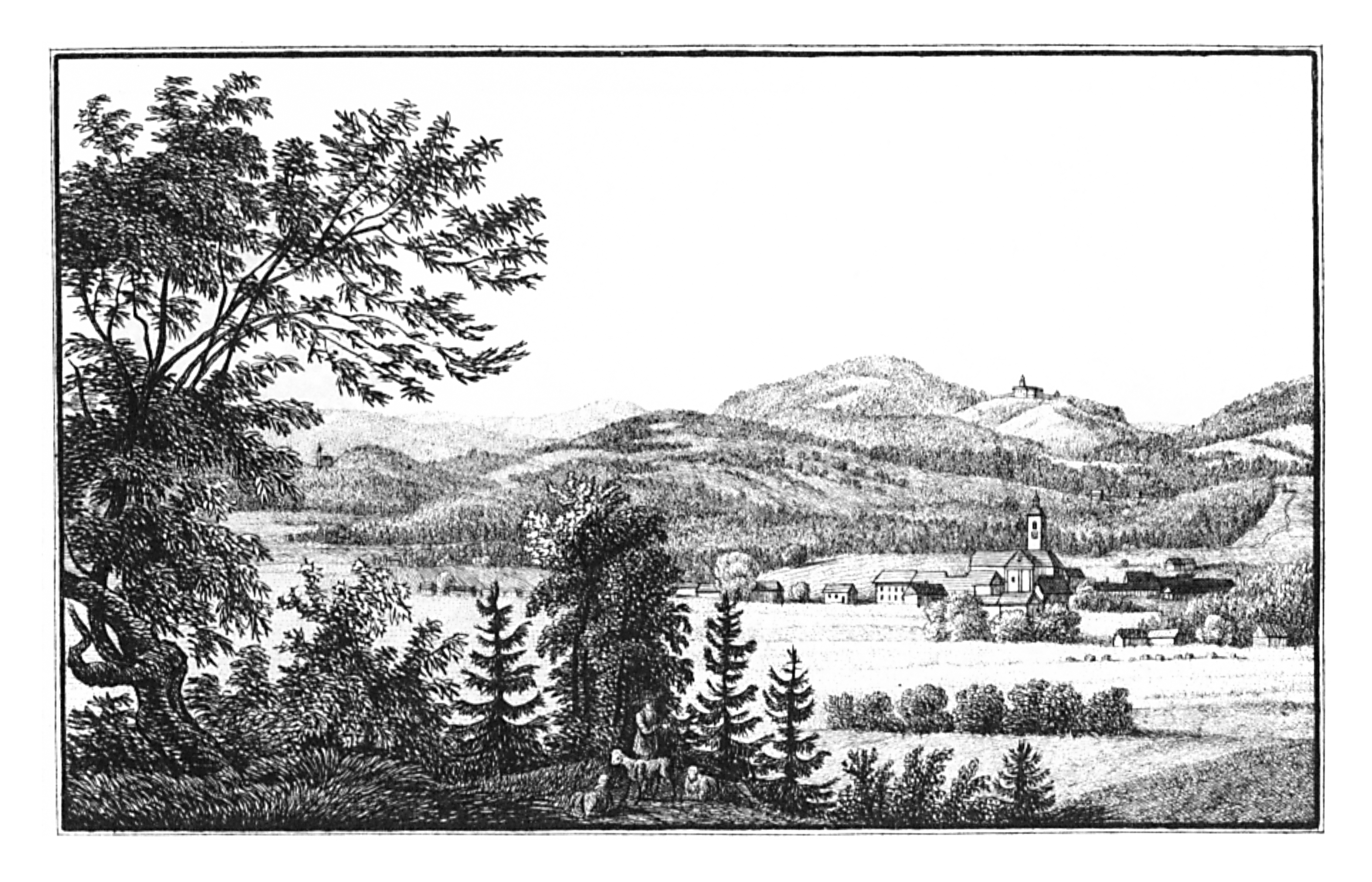
Hitzendorf um 1830

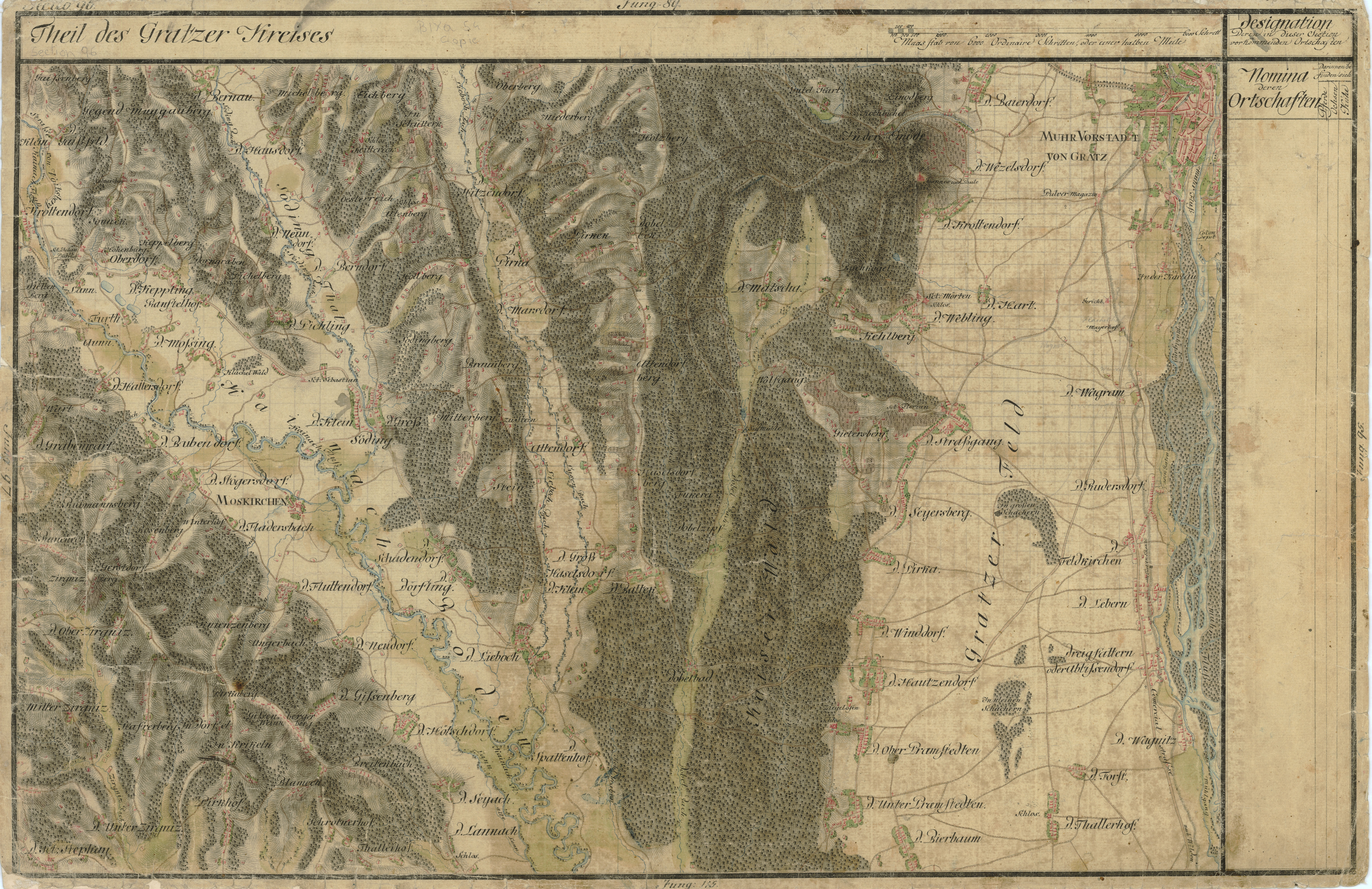
Das Gebiet in der Josephinischen Landesaufnahme, um 1790 (oben links)

Wahrscheinlich wurde die Gegend bereits in der Altsteinzeit besiedelt, worauf zum Beispiel rund 100.000 Jahre alte Funde aus der Drachenhöhle bei Mixnitz schließen lassen. Den ersten Beweis für eine Besiedlung des heutigen Gemeindegebietes stellt ein Hügelgräberfeld in Altreiteregg aus der Zeit zwischen 2400 und 1800 v. Chr., also aus der Jungsteinzeit, dar. Aus der Bronzezeit ist der Fund eines Bronzebeils aus der Zeit um 1000 v. Chr. bekannt. Um etwa 400 v. Chr. wurde das Gebiet von den Kelten erobert und wurde Teil des Königreiches Noricum. Der Stamm der Noriker ließ sich auch in der Hitzendorfer Gegend nieder, worauf einige römische Grabsteine mit keltischen Namen schließen lassen. Durch die hohe Anzahl an Hügelgräbern kann man davon ausgehen, dass das Gebiet wahrscheinlich ziemlich dicht besiedelt war.
Als im 2. Jahrhundert vor Christus die Kimbern und Teutonen nach Noricum eindrangen, riefen die Noriker die befreundeten Römer zu Hilfe. Nachdem die Römer im Jahr 113 v. Chr. die Schlacht bei Noreia verloren, dehnten sie ihre Grenze nach und nach bis ins Jahr 14 v. Chr. an die Donau aus, so dass auch das heutige Hitzendorf Teil des Römischen Reiches wurde. Römische Bürger ließen sich in größeren Orten nieder, wozu damals wahrscheinlich auch bereits Hitzendorf gehörte, und errichteten Güter. Die römischen Zuwanderer bildeten aber vermutlich nur eine dünne Schicht über der ursprünglichen, keltischen Bevölkerung.
Die erste urkundliche Nennung von Hitzendorf stammt von ca. 1140 und lautet „Hizinchdorf“. Der Name geht auf den althochdeutschen Personennamen Hizo zurück. Die Grundherrschaften durch das Stift Rein, die Herrschaft Eggenberg und das Stift Stainz wurden 1848 aufgehoben. 1850 entstand die heutige politische Gemeinde.
Im Jahre 1952 wurde die im Nordwesten angrenzende Gemeinde Reiteregg teilweise an Hitzendorf angeschlossen. 1967 wurde die Hitzendorf zum Markt erhoben. Die ehemals bäuerlich geprägte Sozialstruktur hat sich in den letzten Jahrzehnten geändert, viele Bewohner sind heute Pendler in die Stadt Graz.
In der Gemeinde und ihrer Umgebung befinden sich eine Reihe kleiner, wirtschaftlich nicht abbauwürdiger Erz- und Kohlelagerstätten, die zu jenen des Grazer Paläozoikums gehören. Sie wurden eingehend untersucht.

## Bevölkerungsentwicklung
| Hitzendorf: Einwohnerzahlen von 1869 bis 2024       | Hitzendorf: Einwohnerzahlen von 1869 bis 2024 | Hitzendorf: Einwohnerzahlen von 1869 bis 2024 | Hitzendorf: Einwohnerzahlen von 1869 bis 2024 | Hitzendorf: Einwohnerzahlen von 1869 bis 2024 |
| --------------------------------------------------- | --------------------------------------------- | --------------------------------------------- | --------------------------------------------- | --------------------------------------------- |
| Jahr                                                |                                               |                                               |                                               | Einwohner                                     |
| 1869                                                | 1869                                          |                                               | 4.103                                         | 4.103                                         |
| 1880                                                | 1880                                          |                                               | 4.168                                         | 4.168                                         |
| 1890                                                | 1890                                          |                                               | 4.047                                         | 4.047                                         |
| 1900                                                | 1900                                          |                                               | 4.055                                         | 4.055                                         |
| 1910                                                | 1910                                          |                                               | 4.007                                         | 4.007                                         |
| 1923                                                | 1923                                          |                                               | 3.958                                         | 3.958                                         |
| 1934                                                | 1934                                          |                                               | 4.115                                         | 4.115                                         |
| 1939                                                | 1939                                          |                                               | 3.851                                         | 3.851                                         |
| 1951                                                | 1951                                          |                                               | 4.152                                         | 4.152                                         |
| 1961                                                | 1961                                          |                                               | 4.268                                         | 4.268                                         |
| 1971                                                | 1971                                          |                                               | 4.674                                         | 4.674                                         |
| 1981                                                | 1981                                          |                                               | 5.103                                         | 5.103                                         |
| 1991                                                | 1991                                          |                                               | 5.704                                         | 5.704                                         |
| 2001                                                | 2001                                          |                                               | 6.374                                         | 6.374                                         |
| 2011                                                | 2011                                          |                                               | 6.867                                         | 6.867                                         |
| 2021                                                | 2021                                          |                                               | 7.316                                         | 7.316                                         |
| 2024                                                | 2024                                          |                                               | 7.360                                         | 7.360                                         |
| Quelle(n): Statistik Austria, Gebietsstand 1.1.2021 |                                               |                                               |                                               |                                               |

## Kultur und Sehenswürdigkeiten

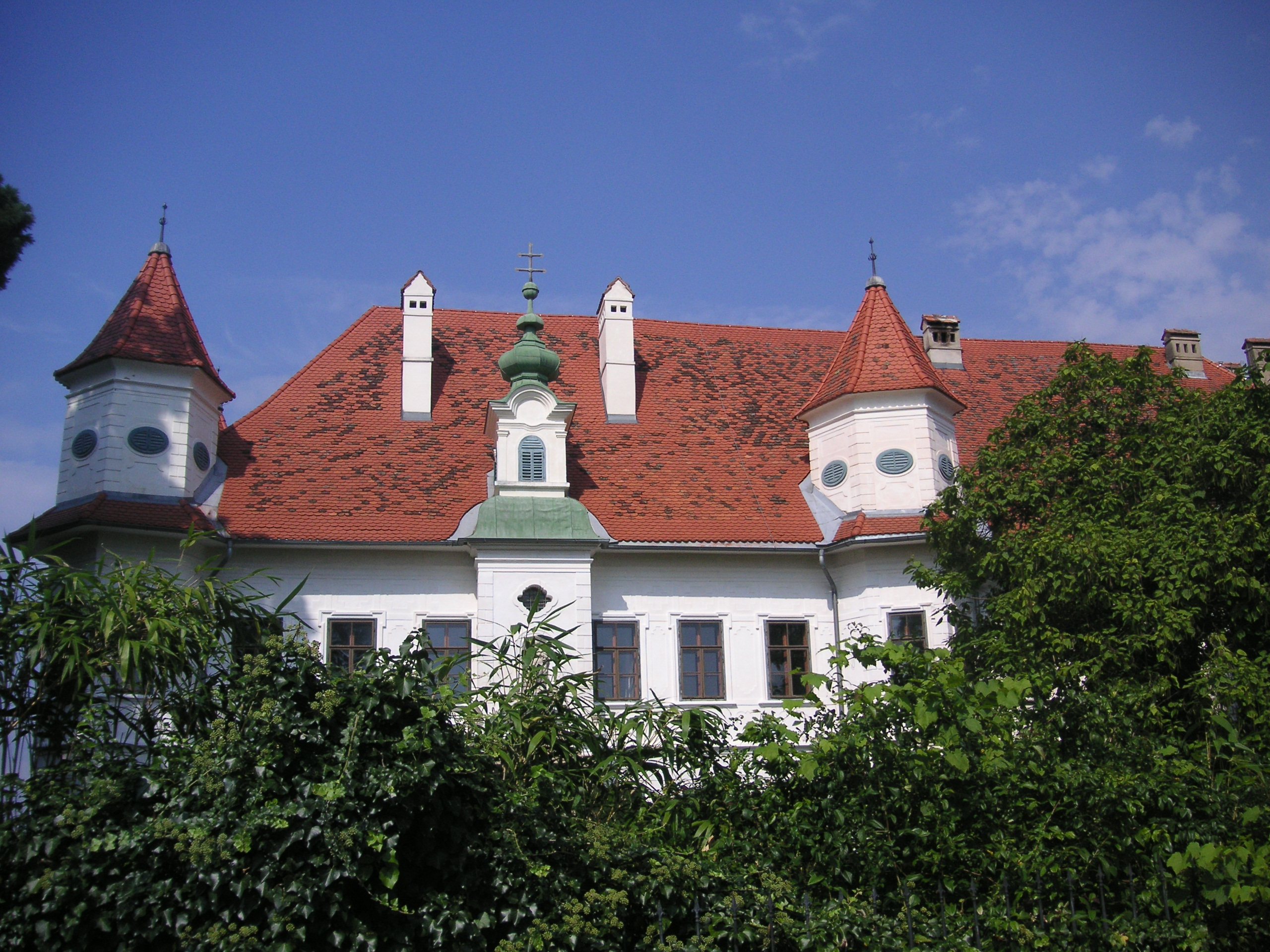
Schloss Altenberg

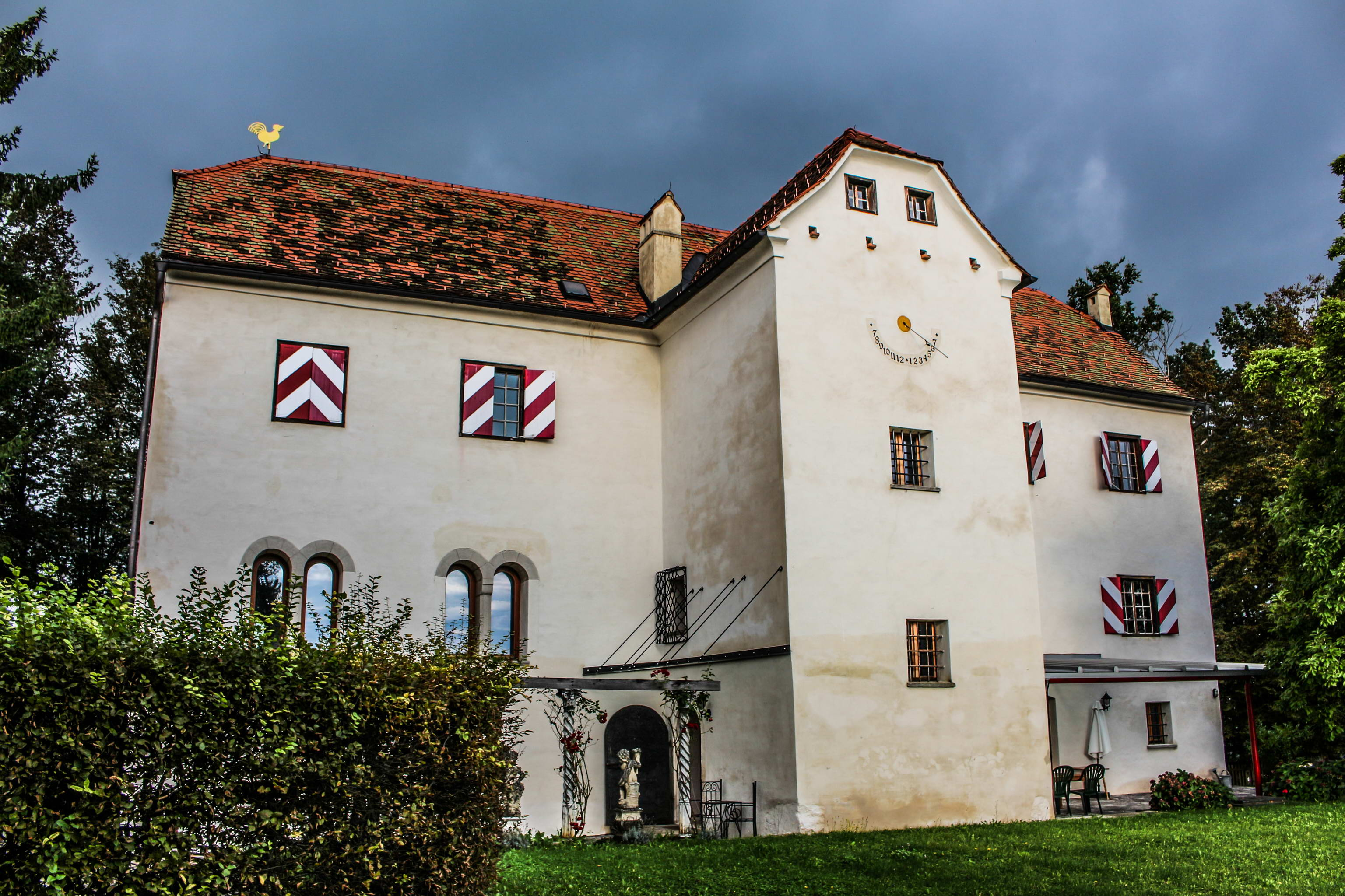
Schloss Tausendlust

- Schloss Altenberg, erbaut Ende des 17. Jahrhunderts
- Schloss Reiteregg, erbaut Ende des 17. Jahrhunderts auf dem Bergrücken zwischen Söding- und Liebochtal; abgebildet auf der 8-Schilling-Briefmarke von 1976
- Schloss Schütting in Neureiteregg, Ende des 18. Jahrhunderts zum Schloss ausgebaut
- Schloss Tausendlust, erbaut im 16. Jahrhundert
- Die Hitzendorfer Pfarre Maria zu den drei Feichten wurde 1450 erstmals urkundlich belegt. 1699 wurde ein Großteil des Ortes mit der Kirche und allen schriftlichen Aufzeichnungen durch ein Feuer vernichtet. Im 17. Jahrhundert wurde die zuerst einschiffige Kirche um zwei Seitenkapellen erweitert. Der Hauptaltar stammt aus dem Jahr 1888 und hat einen neugotischen Stil. In der Kirche befinden sich zudem zwei Statuen von Hans Brandstetter.[8]
- Porsche Diesel Traktormuseum: In der Ortschaft Altreiteregg befindet sich das Porsche Diesel Traktormuseum von Gerhard Lackner, die größte Porsche-Traktor-Sammlung in Österreich mit 27 restaurierten Traktoren auf einer Fläche von ca. 400 m².[9]

Galerien
- In der Galerie Christian Gollob gibt es Wasserskulpturen aus Stein vom gleichnamigen Künstler Christian Gollob.
- Die Galerie Robert W. Wilfing gehört dem gleichnamigen Maler und Edelstahlkünstler.[10]

## Wirtschaft und Infrastruktur

### Verkehr
Die Süd Autobahn A 2 ist in circa acht Kilometer über die Anschlussstelle Mooskirchen (200) zu erreichen. Die Packer Straße B 70 ist in etwa fünf Kilometer zu erreichen.
Hitzendorf hat keinen eigenen Bahnhof. Der nächstgelegene Bahnhof ist Söding-Mooskirchen in circa sechs Kilometer Entfernung. Hier besteht Zugang zur Graz-Köflacher Eisenbahn Richtung Köflach und Graz. Der Hauptbahnhof Graz ist circa 14 km entfernt.
Die Entfernung zum Flughafen Graz beträgt etwa 20 km.
Der kürzeste Weg von Graz-Wetzelsdorf nach Hitzendorf führt über die Steinberg-(Landes)straße L 301. Diese Straße lief ursprünglich in NO-SW-Richtung und talquerend durch das Ortszentrum und wurde später auf 600 m Länge 200 m weiter südöstlich auf eine eigene, etwas erhöhte Trasse gelegt, was die langsamverkehrsfreundliche gehsteigfreie Umgestaltung des Ortszentrum ermöglichte, das samt einem zentralen Parkplatz auch öfters am Wochenende autofrei für Straßenfeste genutzt wird.
Ab 12. September 2022 wird ein Busbahnhof in Hitzendorf in Betrieb genommen werden mit Busverbindungen nach Graz, Stift Rein und Söding.

### Infrastruktur
In Hitzendorf befindet sich eine Polizeiinspektion, welche dem Bezirkspolizeikommando Graz-Umgebung unterstellt ist. Sie ist für die Gemeinden Thal, Sankt Bartholomä, Stiwoll und Hitzendorf örtlich zuständig, ausgenommen davon ist jedoch die zu Hitzendorf gehörende Katastralgemeinde Mantscha, die von der Polizeiinspektion Seiersberg-Pirka betreut wird.
Die Abwässer der Gemeinde werden teilweise in der Kläranlage der Stadt Graz in Gössendorf gereinigt und anschließend der Mur zugeführt.

### Gesundheit und Soziales
- Ärzte: In der Marktgemeinde Hitzendorf bieten Allgemeinmediziner und Fachärzte für Zahn-, Mund-, Kieferheilkunde, Augenheilkunde und Optometrie, Innere Medizin und Neurologie ihre Dienste an.
- Apotheke: Seit 2005 gibt es in Hitzendorf eine eigene Apotheke.[12]
- Pflegewohnhaus: Die Caritas Steiermark betreibt direkt im Ort ein Pflegewohnhaus.[13]

### Sport
- Radsport: Seit 2006 wird auf einem 3,85 km kurzen Rundkurs mit 30 hm um die Kirschenhalle jährlich Anfang September die 2/6/12/24-Stunden-Radtrophy Hitzendorf gefahren.[14] Am 3. September 2022 kam es dabei zu einer Kollision eines 33-jährigen Teilnehmers mit einem auf die Rennstrecke gefahrenen Pkw.[15]

## Politik

### Gemeinderat
Der Gemeinderat hatte 21 Mitglieder und 25 Mitglieder ab dem Jahr 2015.
- Nach den Gemeinderatswahlen in der Steiermark 2000 hatte der Gemeinderat folgende Verteilung: 15 ÖVP, 5 SPÖ und 1 FPÖ.
- Nach den Gemeinderatswahlen in der Steiermark 2005 hatte der Gemeinderat folgende Verteilung: 12 ÖVP, 6 SPÖ und 3 HERZ[16]
- Nach den Gemeinderatswahlen in der Steiermark 2010 hatte der Gemeinderat folgende Verteilung: 12 ÖVP, 7 SPÖ und 2 HERZ.[17]
- Nach den Gemeinderatswahlen in der Steiermark 2015 hatte der Gemeinderat folgende Verteilung: 12 ÖVP, 9 SPÖ, 2 FPÖ, 1 GRÜNE und 1 NEOS.[18]
- Nach den Gemeinderatswahlen in der Steiermark 2020 hat der Gemeinderat folgende Verteilung: 15 ÖVP, 5 SPÖ, 3 GRÜNE und 2 FPÖ.[19]
- Nach den Gemeinderatswahlen in der Steiermark 2025 hat die Gemeinde folgende Verteilung: ÖVP: 11 Sitze, SPÖ: 4 Sitze, FPÖ: 4 Sitze, WIR Hitzendorfer - Team Markus Dirnberger: 3 Sitze, Grüne: 3 Sitze [20]

### Bürgermeister
- 1975–1991 August Wolf
- 1991–2014 Franz Höfer (ÖVP)[21]
- 2014–2019 Simone Schmiedtbauer (ÖVP)[22]
- 2019–2023 Andreas Spari (ÖVP)[23][24][25][26]
- seit 2023 Thomas Gschier (ÖVP)[27]

### Wappen

Wappen der Vorgängergemeinden
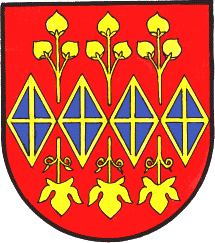
Attendorf
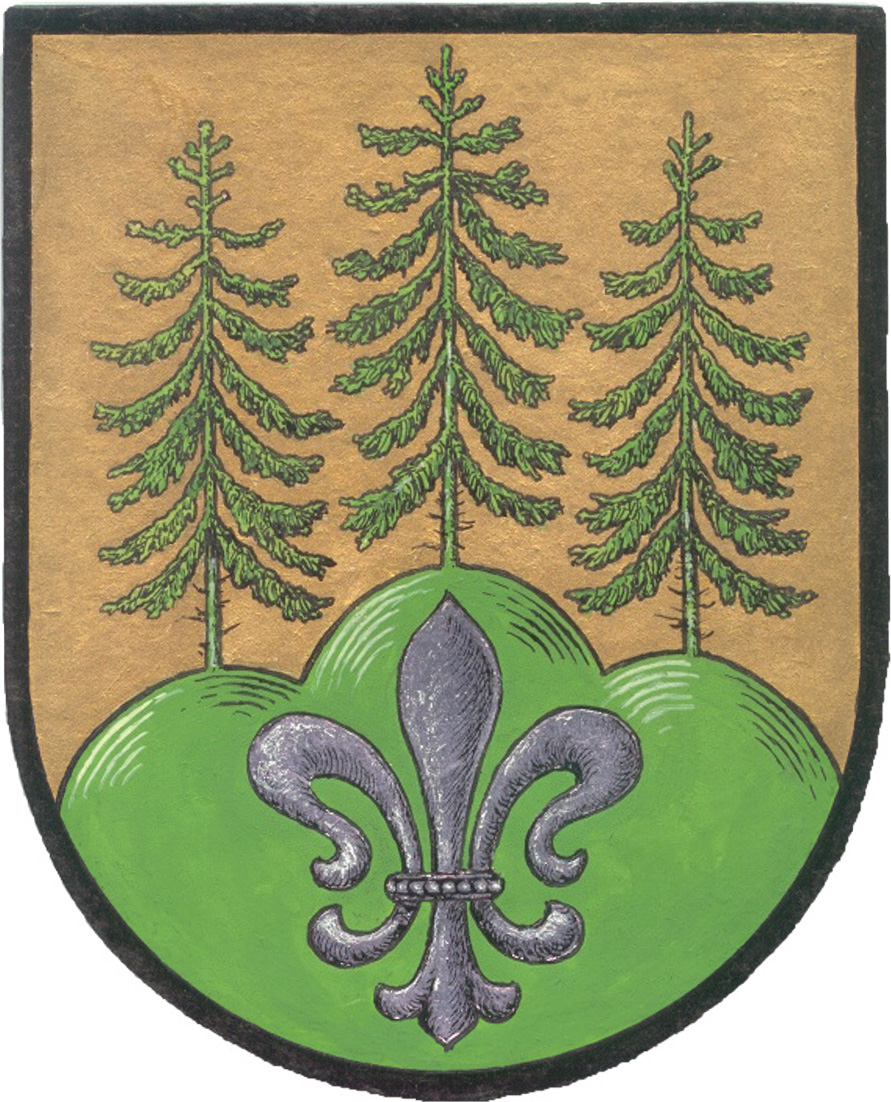
Hitzendorf (bis 2014)
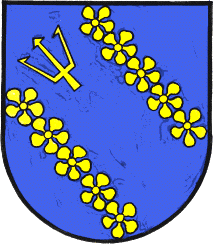
Rohrbach-Steinberg

Alle drei Vorgängergemeinden hatten je ein Gemeindewappen. Wegen der Gemeindezusammenlegung verloren diese mit 1. Jänner 2015 ihre offizielle Gültigkeit.
Das Gemeindewappen wurde mit Wirkung vom 1. September 1964 von der Steiermärkischen Landesregierung verliehen. Da jede Gemeinde nur ein Wappen benötigt und das bisherige Hitzendorfer Wappen drei Hügel zeigte (die man als die drei Altgemeinden interpretieren kann), hat der Gemeinderat einstimmig beschlossen, das bisherige Hitzendorfer Gemeindewappen als neues Wappen beim Land Steiermark zu beantragen. Die Wiederverleihung erfolgte mit Wirkung vom 15. November 2015.

Die Blasonierung lautet:
„In goldenem Schild auf grünem mit einer silbernen Lilie belegten Dreiberg drei grüne Fichten.“

### Gemeindepartnerschaften
- Belvárdgyula, seit 1997

## Persönlichkeiten

### Ehrenbürger der Gemeinde
- August Wolf (1928–2020), Bürgermeister von Hitzendorf 1975–1991, Hauptschuldirektor und Oberschulrat[29]
- 1960: Josef Krainer senior (1903–1971), Landeshauptmann der Steiermark 1948–1971
- 1882: Josef Sohn, 34 Jahre lang Leiter der Volksschule

### Söhne und Töchter von Hitzendorf
- Hans Brandstetter (1854–1925), Bildhauer und Holzschnitzer
- Rupert Roth (1903–1978), Politiker der ÖVP, Abgeordneter zum Nationalrat 1949–1961
- Fritz Zweigelt (1888–1964), Rebzüchter

### Mit Hitzendorf verbundene Persönlichkeiten
- Daniel Brauneis (* 1986), Fußballspieler
- Paul Pizzera (* 1988), Kabarettist, Musiker und Autor; in Hitzendorf aufgewachsen
- Simone Schmiedtbauer (* 1974), Politikerin (ÖVP), Bürgermeisterin von Hitzendorf (2014–2019), seit 2019 Mitglied im EU-Parlament
- Josef Zinkanell (1917–2008), Landwirt, Gewerkschaftsfunktionär und Politiker (SPÖ), Landtagsabgeordneter der Steiermark von 1961 bis 1982; starb hier